# Christian Schulz (Fotograf)
Christian Schulz (* 1961 in Oberkirchen, Kreis Meschede) ist ein deutscher Fotograf.

## Leben
Christian Schulz wurde 1961 in Oberkirchen im Landkreis Meschede geboren.
Schulz begann 1976 eine Ausbildung zum Maler und Lackierer. 1980 entstanden seine ersten fotografischen Arbeiten.
Im folgenden Jahr zog er nach West-Berlin und arbeitete als freier Mitarbeiter bei der Tageszeitung und Zitty.
Hier fotografierte Schulz Ereignisse, Menschen und die Stadt.
Das Ergebnis waren Fotografien von Festivals, Konzerten, Film, Theater, Portraits und der Politik, sowie des Stadtalltags. Zu sehen sind Aufnahmen von den Konzerten von Atonal, Ideal, Didaktische Einheit, Rio Reiser, Rolling Stones  und der Berliner Band Malaria. Seine Aufnahmen sind Zeitdokumente legendärer Orte wie des SO36 oder des Tempodroms, von Menschen der Stadt wie Rosa von Praunheim, Rattenjenny, Juppi der Chefimpressario der UFA Fabrik, Annette Humpe der Gruppe IDEAL, Dagmar Stenschke, Günther Thews und Holger Klotzbach von den Tornados, Marianne Enzensberger und Lotti Huber.
1990 gründete Christian Schulz eine Fotoagentur. Seit dem Ende der Neunzigerjahre arbeitet er als freier Mitarbeiter bei der Berliner Zeitung und ist als Standfotograf für Regisseure wie Christian Petzold tätig.
Bemerkenswert sind Christian Schulzs Berlinale Porträts. Penelope Cruz, Elia Kazan, Michelangelo Antonioni, Emmanuelle Béart, Claude Sautet, Dani Levy, Maria Schrader, Henri Alekan, Jane Russell, Jeanne Moreau, Hal Roach, Johnny Depp, Jane Birkin oder Wim Wenders, erscheinen nicht als unnahbare Stars, sondern als  Menschen.
Seine Arbeiten sind in diversen Publikationen vertreten, dazu gehören: Taz, Zitty, tip, Stern, Der Spiegel, Die Zeit und die New York Times.

## Ausstellungen (Auswahl)
- 1986 Urban Art
- 2002 Cafe Einstein UDL, Berlin
- 2002 Filmmuseum Frankfurt, Gruppenausstellung Im Blick, Frankfurt
- 2013 Galerie La Boite, Berlin
- 2015 Whatulookinart, Gruppenausstellung Geteilte Stadt-Divided City im ARTSpace POT 702, Berlin
- 2017 West-Berlin 1981-1989, Collection Regard Berlin
- 2017  Collection Regard Berlin 89/90 Arles
- 2018  Filmmuseum Berlin Zwischen den Welten Eine Fotogeschichte der Berlinale
- 2019  Hotel de Rome Berlin 89/90 Berlin

## Publikationen
- Die wilden Achtziger. Fotografien aus West-Berlin., Hrsg. Mathias Bertram, Lehmstedt Verlag, Berlin 2016